# Džed
| R11 |

| R11 |

Sloup džed

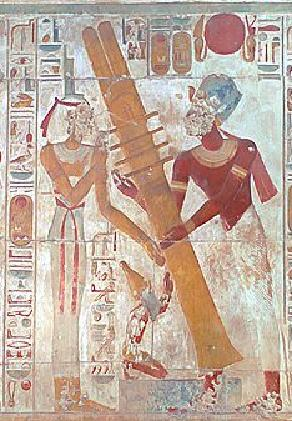
Panovník Sethi I. vztyčuje džed za účasti bohyně Esety; reliéf z chrámu v Abydu

Džed je staroegyptský posvátný předmět v podobě samostatně stojícího pilíře či sloupu symbolizující stabilitu a trvání života, resp. nekonečný koloběh jeho obnovování a regenerace. Současně je hieroglyfickou značkou s významem „trvání“ a od konce Staré říše také jedním z nejrozšířenějších amuletů. Hojně se objevuje v pohřební architektuře; v tom případě bývá použit jako ochranný symbol na jižní, resp. západní straně pohřebních komor. V pozdější době byl pokládán za symbolickou podobu boha Usira.
Původně jde o prehistorický fetiš nejasného původu, pravděpodobně ořezaný strom, resp. jeho kmen se čtyřmi pahýly větví v horní části spojovaný s vegetačním cyklem. Je možné, že původně bývaly na horní část připevňovány v několika pásech obilné klasy, takže mohl představovat „symbol síly, ve které je ukryta energie obilných zrn“. Později je znázorňován jako sloup se čtyřmi příčnými břevny v horní části.
Jako samostatný předmět kultu je doložen už od Staré říše v několika samostatných rituálech. Objevuje se zejména v Mennoferu, kde obřad „vztyčování“ uzavíral slavnosti boha Sokara – snad tak bylo symbolizováno probuzení tohoto pohřebního boha představujícího života zcela zbavené „tělo“, k posmrtnému životu. Vedle toho byl v Mennoferu spojován také s Ptahem, mnohem později v ptolemaiovské době a z ne zcela jasných důvodů také se Šuem a Inheretem. Po spojení s Usirem se obřad „vztyčování“ stal součástí kultu ve městě Džedu, kde reprezentoval Usirovo vítězství nad jeho nepřáteli, a posléze zapojen do královské mytologie.
V Knihách mrtvých je džed pokládán za Usirovu páteř a přímo tak při svém vztyčení spojován s jeho zmrtvýchvstáním (v symbolické řeči se bezvládné tělo znovu opře o svou páteř a přestane tak být bezvládným) jako podmínkou zplození syna Hora a odchodu do podsvětní říše, jimiž Usir zvítězí nad Sutechem. Některé rakve z doby Nové říše propojují podobu Usira a sloupu džed, čímž naznačují, že pilíř je přímo jednou z Usirových podob. Džed tak symbolizuje probuzení bytosti k novému, kvalitativně vyššímu životu, podle některých přímo „probuzení duše“. V souvislosti s tím některá vyobrazení doplňují džed mezi druhou a třetí horní „příčkou“ párem očí a korunují jej vysokou péřovou korunou se slunečním kotoučem.
O interpretaci sloupu džed se pokoušejí některé novodobé esoterické proudy. V návaznosti na jeho doložené chápání Egypťany jako Usirovy páteře jeho jednotlivé „příčky“ vysvětlují jako čakry a sluneční kotouč jako znázornění duchovního probuzení lidské duše. Tyto představy nejsou ovšem egyptologií akceptovány.